# Мунжа

Мунжа — река в России, протекает в Кемеровской области. Устье реки находится в 262 км по левому берегу реки Кондома. Длина реки составляет 51 км, площадь водосборного бассейна 631 км².

## Бассейн
- 10 км: Селезень
  - 2 км: Калтарак
- 21 км: Коура
- 23 км: Кояндал
- 33 км: Кубань

## Данные водного реестра
По данным государственного водного реестра России относится к Верхнеобскому бассейновому округу, водохозяйственный участок реки — Кондома, речной подбассейн реки — Томь. Речной бассейн реки — (Верхняя) Обь до впадения Иртыша.